# روبن ميريام كارلسون
روبن ميريام كارلسون (بالسويدية: Robyn)‏ مواليد 12 يونيو 1979 في ستوكهولم، هي مغنية وكاتبة غنائية ومنتجة أسطوانات سويدية بدأت مسيرتها الفنية عام 1989. تجيد الغناء بالإنجليزية والسويدية.

## وصلات خارجية
- الموقع الإلكتروني